# Мамедов, Гасан Агамамед оглы
Гаса́н (Абдулгасан) Агамамед оглы  Маме́дов (азерб. Əbdülhəsən Ağaməmməd oğlu Məmmədov, 22 ноября 1938, Сальяны, АзССР, СССР — 26 августа 2003, Баку, Азербайджан) — советский и азербайджанский актёр. Заслуженный артист Азербайджанской ССР (1971). Народный артист Азербайджанской ССР (1982).

## Биография
Родился 22 ноября 1938 года в Сальяне. Прежде чем стать актёром, он собирался посвятить себя точным наукам. Приехав в Баку из Сальяна, он в 1956 году поступил в Азербайджанский государственный университет на физико-математический факультет, но проучился там всего два года. Окончил Азербайджанский государственный театральный институт им. М. А. Алиева.
С 1962 по 1972 годы работал в Азербайджанском драматическом театре, где сыграл немало запоминающихся ролей. С 1972 по 1997 год — артист киностудии «Азербайджанфильм» им. Джафара Джабарлы. Член КПСС с 1973 года.
В 2002 году удостоен Персональной стипендии Президента Азербайджанской Республики.
Скончался 26 августа 2003 года в Баку.

## Фильмография

### Актёр
- 1962 — Великая опора — Гараш
- 1965 — Аршин мал алан — Аскер
- 1969 — В этом южном городе — Мурад
- 1970 — Севиль — Балаш
- 1970 — Семеро сыновей моих — Бахтияр
- 1971 — Последний перевал — Аббаскули бек
- 1971 — День прошёл — Октай
- 1972 — Фламинго, розовая птица — Фарман
- 1973 — Попутный ветер — Алибаба
- 1974 — Мститель из Гянджабасара — Самед
- 1975 — Деде Коркуд — Деде Коркуд
- 1975 — Яблоко как яблоко — Гурбан
- 1977 — Удар в спину — Ахмед Гамерли
- 1979 — Допрос — Мурад
- 1979 — Простите нас — Нариман
- 1980 — Я ещё вернусь — Бахадур
- 1981 — Послезавтра, в полночь — Баба Алиев
- 1981 — Проданный смех — Крешимир
- 1983 — На перевале не стрелять! — Хафиз
- 1983 — Хочу жениться — Мирза Сафар
- 1984 — Сказка старого дуба — Багир
- 1986 — Окно печали — Мамед Гасан
- 1986 — Сигнал с моря — старый генерал
- 1987 — Питер Пэн — Великий Тигрёнок
- 1987 — Чёртик под лобовым стеклом — Сабир
- 1989 — Родные берега — Нуру
- 1989 — Диверсия
- 1990 — Свидетельница — Тофик Керимов
- 1993 — Тахмина — профессор Зейналлы